# Amicum secreto mone, palam lauda
Amicum secreto mone, palam lauda(лат. изговор: амикум секрето моне, палам лауда). Пријатеља насамо кори, јавно хвали. (Сенека)

## Поријекло изреке
Ову изреку је изрекао почетком нове ере познати римски књижевник и филозоф Сенека.

## Тумачење
Треба пријатеља упозорити и критиковати, али једино насамо и у лице. О пријатељу јавно говорити само најбоље.